# Дикте Свендсен
«Дикте Свендсен»(дат. Dicte) — датский телесериал, снятый по серии книг писательницы Эльсебет Эгхольм.
Первый сезон вышел 7 января 2013 года. Второй сезон 24 сентября 2014 года. Третий 22 августа 2016 года. Заглавная песня «The Words» группы Dragonborn (feat.Jacob Bellens).

## Сюжет
Журналистка Дикте Свендсен переезжает после развода, вместе со своей дочерью, в свой родной город Орхус. Дикте устраивается в газету и принимает участие в расследовании преступлений.

## В ролях
- Ибен Йейле — Дикте Свендсен
- Ларс Бригмен — Джон Вагнер
- Дитте Ильва Олсен — Линда Бендтсен
- Лерке Винтер Андерсен — Анне Ларсен
- Дар Салим —  Бо
- Ларс Ранте — Торстен Свендсен
- Эмили Крузе — Роза Свендсен
- Петер Шрёдер — Кайзер
- Сёрен Маллинг — Тонни